# Lola (animal)
Pour les articles homonymes, voir Lola.
Genre
Lola est un genre d'opilions laniatores de la famille des Phalangodidae.

## Distribution
Les espèces de ce genre sont endémiques de Croatie.

## Liste des espèces
Selon World Catalogue of Opiliones (08/10/2021) :
- Lola insularis Kratochvíl, 1937
- Lola konavoka Ubick & Ozimec, 2019

## Publication originale
- Kratochvíl, 1937 : « Lola insularis nov. gen. nov. spec. (fam. Phalangodidae) a Travunia (?) jandai nov. spec. (fam. Travuniidae), dva noví jeskynní sekáči z jihodalmatinských ostrovů - Lola insularis nov. gen. nov. spec. (fam. Phalangodidae) et Travunia (?) jandai nov. spec. (fam. Travuniidae), deux opilions cavernicoles nouveaux des îles de la Dalmatie méridionale. » Entomologicke Listy (= Folia Entomologica), vol. 1, no 1, p. 44–54.